# لوني ساندرز
لوني ساندرز (بالإنجليزية: Lonnie Sanders)‏ هو لاعب كرة قدم أمريكية أمريكي، ولد في 6 نوفمبر 1941 في ديترويت في الولايات المتحدة.

## وصلات خارجية
- لوني ساندرز على موقع كلية كرة السلة في سبورتس رفرنس.كوم (الإنجليزية)
- لوني ساندرز على موقع مرجع كرة القدم المحترفة.كوم (الإنجليزية)